# Поль Мукіла
Поль Мукіла (фр. Paul Moukila, 6 червня 1950, Суанке — 24 травня 1992, Мо) — конголезький футболіст, який грав на позиції півзахисника. Відомий за виступами у складі збірної Конго, у складі якої став переможцем Кубка африканських націй 1972 року. Кращий футболіст Африки 1974 року.

## Клубна кар'єра
Поль Мукіла народився на північному сході Конго в селищі Суанке. Розпочав виступи на футбольних полях у команді «Інтерклуб» з Браззавіля у 1968 році, в якому грав до 1970 року. З наступного року став гравцем іншого столичного клубу КАРА. У цьому клубі Мукіла грав до 1975 року, був одним із лідерів команди, став у її складі п'ятиразовим чемпіоном країни. У 1974 році Мукілу визнали кращим футболістом Африки. У 1975—1976 роках Поль Мукіла грав у складі французького клубу «Страсбур», після чого до 1980 року знову був гравцем клубу КАРА. У 1980 року удруге за свою футбольну кар'єру грав у складі клубу «Інтерклуб». з 1981 року аж до закінчення виступів на футбольних полях грав у французьких клубах «Стад Франсе», «Фонтенбло» і УСМ «Малакофф». Після завершення виступів жив у Франції. Помер Поль Мукіла 24 травня 1992 року від малярії. У 2000 році IFFHS визнала Поля Мукілу футболістом століття в Республіці Конго, а в 2006 році КАФ включила Мукілу до списку 200 кращих футболістів Африки ХХ століття.

## Виступи за збірні
Поль Мукіла розпочав виступи в збірній Конго у 1970 році. У складі збірної він брав участь у Кубку африканських націй 1972 року, на якому разом із командою став переможцем, 1974 року і Кубка африканських націй 1978 року. Усього за збірну зіграв 13 офіційних матчів, у яких відзначився 2 забитими м'ячами.

## Особисте життя
Поль Мукіла мав сина Ноеля, який також був футболістом, та зіграв 2 матчі за збірну Республіки Конго.

## Титули і досягнення
- Переможець Кубка африканських націй: 1972